# Экстази (фильм, 2011)
«Экстази» (англ. Irvine Welsh’s Ecstasy) — фильм канадского кинорежиссёра Роба Хейдона, основанный на одноимённом романе шотландского писателя Ирвина Уэлша.

## Слоган
«Цветные сны имеют свойство заканчиваться…»

## Сюжет
Ллойду кажется, что он находится на вершине мира: его окружают красивые девушки и беззаботная клубная атмосфера, он имеет доступ к практически неиссякаемому источнику любовного наркотика — экстази, пополняемому во время работы наркокурьером на местного бандита по прозвищу Соло. Однако после встречи с Хедер он вынужден переосмыслить многое и задаться вопросом: является ли та любовь, которую он к ней испытывает, подлинным чувством или же это всего лишь следствие очередного наркотического опьянения? Как только в его мире начинают появляться трещины, он решает выйти из игры. Но это оказывается не так легко…

## Адаптация
За основу фильма взята лишь одна из трёх историй, составляющих оригинальный роман Уэлша: «Непобедимые: Любовный роман в стиле эйсид-хаус». Две других истории «Лоррейн едет в Ливингстон» и «И вечно прячется судьба» в фильм не вошли.

## В ролях
- Адам Синклер[англ.] — Ллойд Буист,
- Кристин Кройк — Хедер Томпсон,
- Билли Бойд — Вудси,
- Карло Рота — Соло,
- Керам Малики-Санчес — Алли,
- Натали Браун — Мэри,
- Оливия Андруп — Хэйзел,
- Стивен МакХэтти — Джим Буист, отец Ллойда,
- Дин МакДермотт — Хью Томпсон,
- Колин Мохри — Отец Брайан

## Саундтрек
В саундтрек фильма вошли композиции таких исполнителей, как Orbital, Paul Oakenfold, Matt Darey, Tiësto, Origin Unknown, Primal Scream, а также фрагменты классических произведений Антонио Вивальди, Джузеппе Верди, Фредерика Шопена